# Netbook

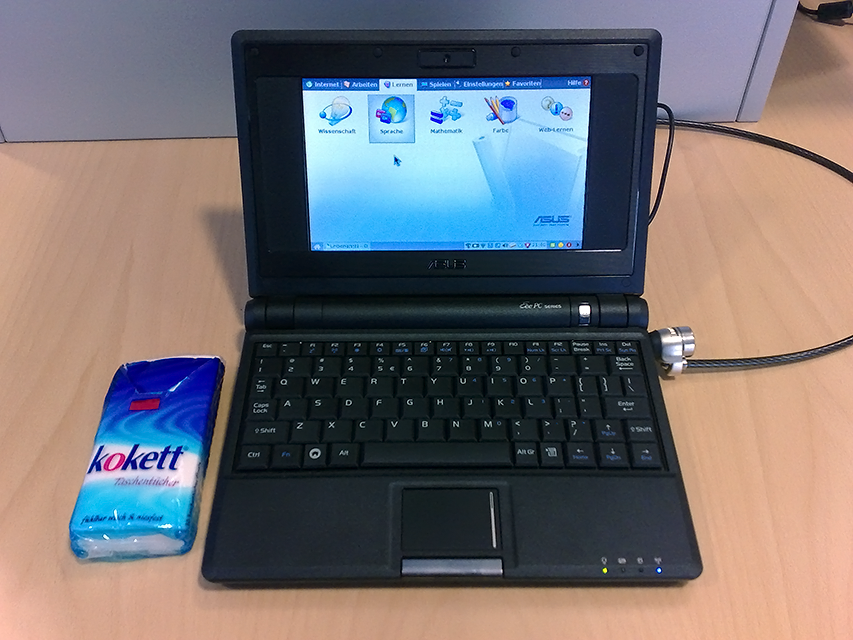
Netbook ASUS Eee PC em comparação com o tamanho de um pacote de lenços

Netbooks é um dispositivo computacional de formato menor e mais barato de notebook, criado ao final de 2007, que possuem telas e teclados menores, além de poder computacional reduzido comparado ao notebook. Ao longo de sua evolução, apresentaram variação de tamanho (diagonal de tela) entre 5 e 12 polegadas.
Algumas funcionalidades comuns aos notebooks foram omitidas, como o acionador de disco óptico. Até 2011, o crescimento da popularidade dos tablets (particularmente o iPad) - um formato diferente, no entanto com capacidades computacionais aperfeiçoadas e de menor custo de produção - resultou em quedas nas vendas dos netbooks.
Os ultraportáteis de alta performance, com teclado e tela tradicionais, também sofreram uma revolução com o MacBook Air de 11,6 polegadas, o qual não se sacrificou tanto em relação à performance, apesar de ser de produção consideravelmente mais cara.

A Intel, em resposta ao Mackbook Air, 
promoveu os ultrabooks como um novo padrão de elevada mobilidade, o qual foi aclamado por alguns analistas por acertarem onde os netbooks acabaram errando.

Como o resultado destes dois acontecimentos, os netbooks (em 2011) mantiveram o preço como seu ponto forte, perdendo em design (acabamento), facilidade de uso e portabilidade quando comparados aos tablets e ultrabooks.

## História

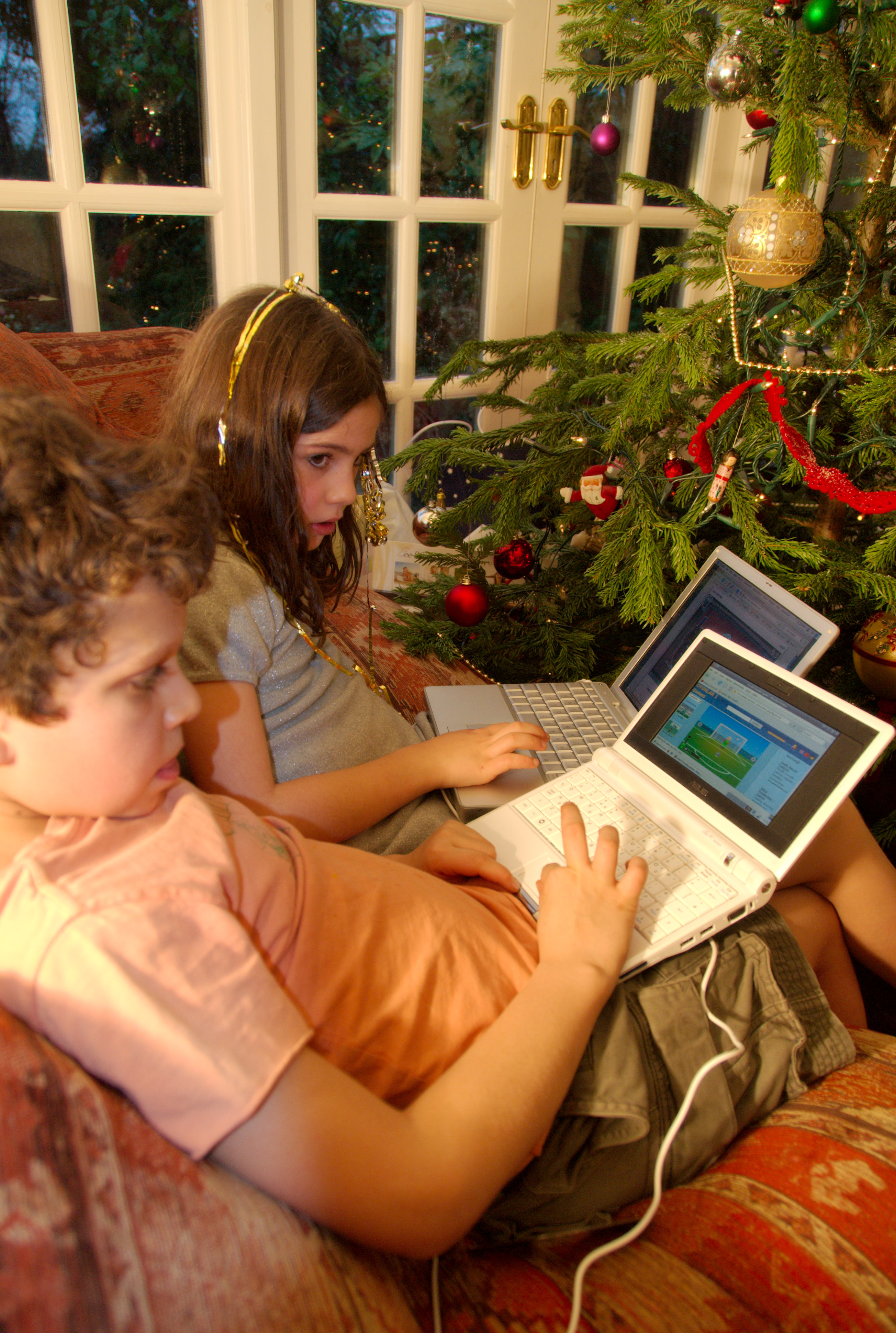
Garoto usando um netbook ASUS Eee PC

O conceito do netbook deriva-se de subnotebook, termo criado pela Psion em 1999 e reintroduzido pela Intel no primeiro trimestre de 2008.
Em 2007, a fabricante Asus lançou o Eee PC  (versão Linux) com uma tela de 7 polegadas.
Em meados de fevereiro de 2008, a Everex lançou seu CloudBook baseado no chipset VIA, rodando gOS. O Cloudbook teve o seu design baseado no VIA Nanobook, possuindo, ao contrário de seu principal concorrente - o Eee PC -, um disco rígido.
O design do CloudBook está otimizado com um pequeno touchpad, conferindo, ao aparelho, uma digitação confortável e ágil devido ao fácil manejo do cursor.
Em 3 de Abril de 2008, a Microsoft anunciou um programa para ampliar a disponibilidade do Windows XP em computadores de baixo custo, impelindo os desenvolvedores a implantar esse sistema operacional em hardwares com especificações limitadas.
No curto período desde sua aparição, os netbooks têm variado seu tamanho entre 5 e 13 polegadas, agora convergentes com os novos laptops menores e mais leves.
A partir de 2013, a Asus e Acer, que eram as duas últimas fabricantes de NetBooks, anunciaram o abandono da produção oficialmente. 

## Vantagens e desvantagens
Se comparados aos laptops, os netbooks:
- São mais compactos e leves
- São mais baratos
- Possuem bateria com autonomia superior

Por outro lado:
- Os processadores apresentam desempenho inferior
- Memória RAM e disco rígido possuem menor capacidade
- Ausência de drive de CD ou DVD

## Hardware

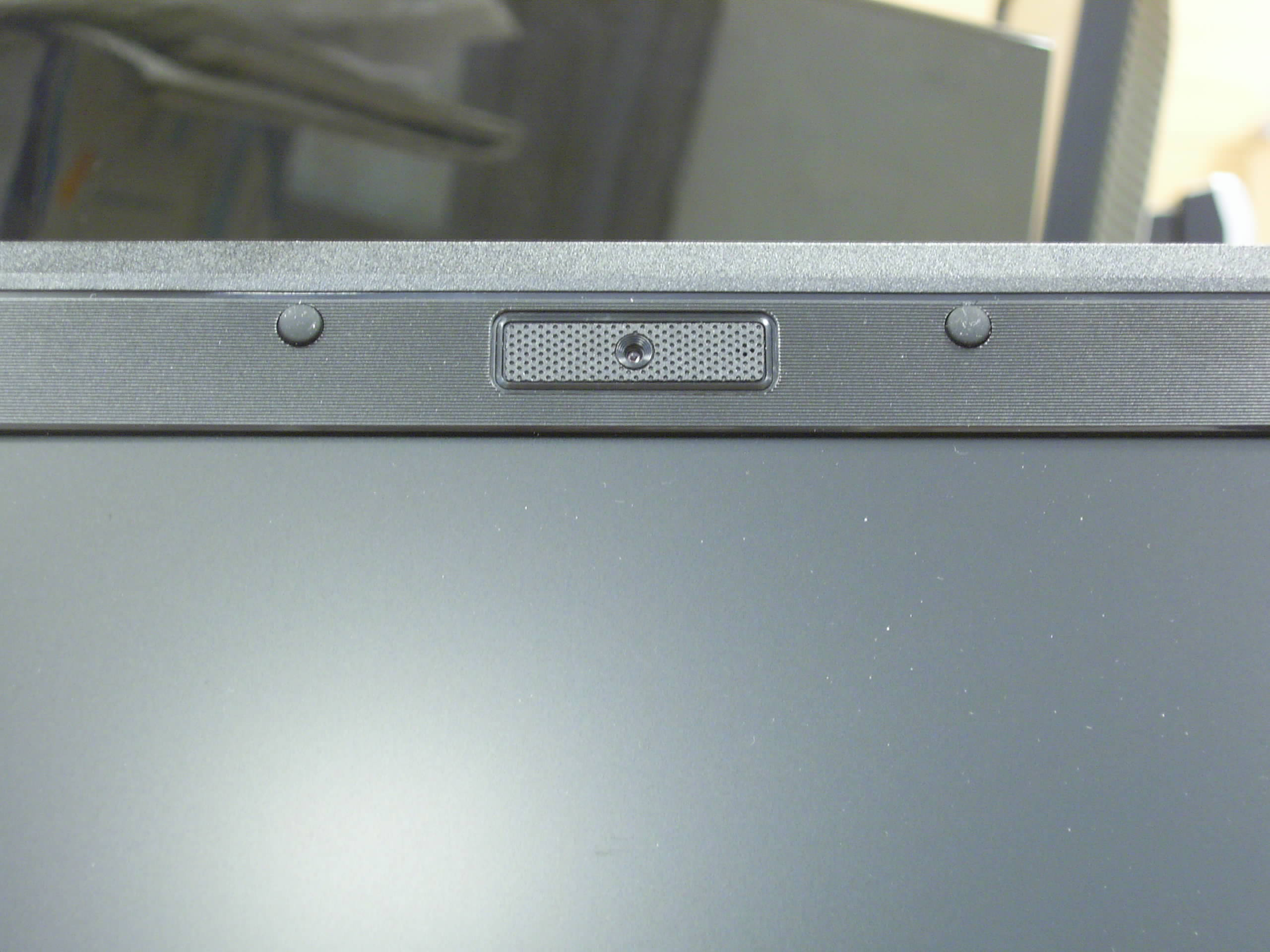
ASUS Eee PC detalhe da webcam integrada

Suas características mais comuns incluem uma pequena tela, conexão sem fio, teclado reduzido em tamanho (em torno de 80 a 95 por cento)e ausência de qualquer espécie de drive de cd/dvd. Existe, também, uma tendência de utilizar drives de estado sólido ssd em vez dos tradicionais HD. Essa utilização de dispositivos de armazenamento de estado sólido demanda menos energia, é mais leve, rápida e, geralmente, mais resistente a impactos; porém, sua capacidade de armazenamento é muito inferior, com 8, 16 ou 32 gigabytes. Eles também podem ser muito menores do que a média de 2,5 polegadas do disco rígido de laptops. Como eles não têm de se assemelhar a um HD, podem ter a forma de um pequeno chip, ou vários pequenos chips, comparáveis ao que está dentro de um memory stick.
Todos os netbooks no mercado hoje possuem suporte Wi-Fi, rede sem fio e muitos podem ser usados em redes de telefonia móvel (por exemplo, 3G). Alguns também incluem Ethernet e ou portas de modem para a banda larga ou dial-up de acesso à Internet.

### Gráficos
Normalmente, placas gráficas on-board da classe que menos tem desempenho são instaladas. Têm a tarefa de acelerar vídeos. A série ATOM não é feita para jogos por causa da baixa performance e problemas de drivers. Por outro lado, as GPUs da AMD pelo menos podem rodar games velhos e de pouca demanda de processamento. E ainda placas gráficas dedicadas não são instaladas nos Netbooks. Pois o case não aguenta o consumo adicional de energia, e a CPU é muito lenta para poder fazer algo.

### Memória
Netbooks são equipados com 1 e até 2 gigabytes de memória RAM. Isso é suficiente para a tarefas simples que se esperam do aparelho. Claro que, quem quiser, poder abrir múltiplos programas mas, ao mesmo tempo, deverá considerar fazer um upgrade.

### Recursos
Bluetooth vai sempre permitir que o usuário conecte a uma impressora, mouse ou um Smartphone sem o uso de fios. Isso deixa as interfaces livres, o que é muito importante em um netbook, que não tem muitas portas para conexão. Se for usá-lo bastante em casa, tente comprar um teclado externo, pois o que vem junto a ele é muito pequeno e dificulta o uso de quem tem mãos grandes.

### Arquitetura e processadores

#### x86
A maioria dos netbooks possuem processador Intel Atom, mas o x86 compatível com processador Via Technologies C7 também está alimentando netbooks de diversos fabricantes como HP e Samsung. A VIA também projetou o Nano, um novo x86-64 de arquitetura compatível e preços mais baixos, para as aplicações móveis como netbooks.

#### MIPS
Alguns netbooks usam MIPS arquitetura de processadores compatíveis. Estes incluem o Skytone Alpha 400, com base em um sistema INGENIC no chip, e os netbooks Gdium, que usa o processador 64-bit Loongson capaz de 400 milhões de instruções por segundo.

#### ARM
A ARM Holdings projetou e licenciou microprocessadores cujo consumo de energia é
relativamente menor, além de serem mais baratos, o que constitui-se como um recurso ideal para os netbooks. Em especial, a recente série de núcleos de processador ARM Cortex-A9 MPCore tem sido apontado pela ARM com uma alternativa à plataforma x86 para netbooks.
Em junho de 2009, a Nvidia anunciou dispositivos móveis executando Tegra SoC's baseados em ARM, alguns dos quais serão netbooks.
Alguns produtos baseados em ARM foram anunciados como smartbooks, particularmente pela Qualcomm. Smartbooks prometeram oferecer funcionalidades como: a possibilidade de estar sempre ligado, vida útil de bateria de um dia inteiro, conectividade 3G e GPS (todos encontrados tipicamente em smartphones) e um corpo ao estilo dos laptops com tamanhos de tela entre 5 e 10 polegadas e um teclado QWERTY. Esses sistemas não executam versões x86 tradicionais de Microsoft Windows, mas sim sistemas operacionais Linux modificados (como o Android ou Chrome OS).
Ao fim, somente alguns poucos produtos chegaram realmente ao mercado. No final de de 2010, Paul Jacobs,
CEO da Qualcomm, admite que tablets como o iPad já ocuparam o nicho dos smartbooks, portanto o nome deixou de ser usado.

## Software
Netbooks normalmente já possuem um sistema pré-instalado que pode ser uma versão personalizada do GNU/Linux, Windows XP Home Edition, Windows Vista ou Windows 7, podendo executar qualquer software que suporte o sistema operacional em uso. Devido a arquitetura de hardware que é semelhante aos computadores pessoais, com exceção do disco rígido SSD, algumas diferenças na arquitetura dos processadores e modificações leves em hardware, a implementação desses sistemas operacionais contemporâneos foi simples, tornando, assim, as máquinas mais independentes e com grande transparência em suas aplicações. A tendência é de os desenvolvedores de sistemas operacionais no mercado lançarem versões novas e cada vez mais adaptadas ao sistema computação em nuvem que é a chave do funcionamento dos netbooks.
Podem ser encontrados, na internet, muitos fóruns discutindo a instalação do sistema operacional da sua escolha (por exemplo Ubuntu Netbook Remix, Windows XP Professional, Windows 7, Moblin, Jolicloud, Windows 8. Lembrando que o sistema Windows XP não fornece suporte nativo a netbooks, necessitando de modificações no sistema operacional por parte do vendedor ou do proprietário, sendo mais indicado o uso do Windows 7, que ainda não faz uso da computação em nuvem como seus rivais Moblin e Jolicloud, mas já oferece suporte a todo hardware de um netbook comum.

## Uso
Um estudo feito em 2009 feito pelo NPD constatou que 60% das pessoas que compram netbooks nunca os levaram para fora de suas casas.
Outro estudo da NPD indica que, em Setembro de 2009, os netbooks eram responsáveis por 20% de todas as vendas de computadores portáteis.

Edições especiais de netbooks com foco crianças foram lançadas sob a marca da Disney;
seu baixo preço, a ausência de um player de DVD e teclados menores (mais próximo aos tamanho das mãos de crianças) são vistos como vantagens significantes para o mercado em questão. A principal objeção aos netbooks neste contexto é a baixa performance para o streaming de vídeos online e a performance inferior mesmo ao rodar jogos mais simples.

### Ambientes educacionais
Netbooks são uma tendência crescente na educação por várias razões. A necessidade de preparar crianças para os estilo de vida do século 21, combinado com centenas de novas ferramentas educacionais que podem ser encontradas online, e uma crescente ênfase no aprendizado centrado no aluno, são os três maiores fatores que contribuem para
a ascensão de netbooks nas escolas. A Dell foi uma das primeiras empresas a produzir netbooks mais robustos em massa para o setor da educação, possuindo cobertura emborrachada (acabamento mais resistente), telas sensíveis ao toque e luz indicativa de uso de rede, para que os professores possam verificar com facilidade se o netbook está online.
Netbooks oferecem várias vantagens distintas em ambientes educacionais. Primeiro, seu tamanho e peso reduzido fazem com que eles se ajustem facilmente às áreas de trabalho dos estudantes. De maneira semelhante, por ser mais compacto, o notebook é facilmente transportável, comparado a laptops maiores e mais pesados. Apesar do baixo preço
(o que acaba facilitando sua compra pelas escolas), netbooks são completamente capazes de suprir tarefas relacionadas à escola, incluindo processamento de texto, apresentações, acesso à internet, reprodução de mídias e gerenciamento de imagens.

### Outros
Além da educação, netbooks se tornaram ferramentas de escolha para os que costumam viajar a negócios. Devido à sua portabilidade e tamanho intermediário entre smartphones e laptops, cada vez mais pessoas que viajam a negócios têm escolhido netbooks. De acordo com Jim Rapoza, CTO da eWEEK, ao menos 15% do público presente na DEMO 09 (uma exposição de tecnologias emergentes) estava usando netbooks ao invés de laptops, e esse número, segundo ele, pode inclusive ter sido maior. 

## Galeria
- HP 2133 Mini-Note PC
- Acer Aspire One
- VIA Openbook
- Samsung NC20